# Arena Kombëtare
De Arena Kombëtare (Nederlands: Nationaal stadion), voor sponsordoeleinden ook bekend als het Air Albania Stadion (Albanees: Stadiumi Air Albania), is een multifunctioneel stadion in Tirana, de hoofdstad van Albanië. De naam van het stadion werd vlak voor de opening in november 2019 verkocht aan de luchtvaartmaatschappij Air Albania.
De bouw van het stadion begon in 2016 en werd voltooid in 2019. In het stadion is plaats voor 22.500 toeschouwers. Het Albanees voetbalelftal speelt er sinds de opening haar thuiswedstrijden. De openingswedstrijd werd op 17 november 2019 gespeeld tijdens een EK 2020-kwalificatieduel tussen Albanië en Frankrijk (0-2). 
Naast het nationale voetbalelftal van Albanië maken verschillende Albanese voetbalclubs, hoofdzakelijk de twee clubs uit Tirana: KF Tirana en Partizan gebruik van het stadion. Het stadion is tevens decor van de finale in het Albanese bekertoernooi.
Op 25 mei 2022 werd in de Arena Kombëtare de eerste finale van de UEFA Conference League gespeeld.

## Geschiedenis
Het stadion staat op dezelfde locatie als het inmiddels afgebroken Qemal Stafastadion, het vorige nationale stadion waar het Albanees voetbalelftal van 1946 tot en met oktober 2013 haar interlands speelde. In november 2013 maakte de president van de Albanese voetbalbond Armand Duka bekend dat het stadion niet meer voldeed aan de UEFA-eisen en Albanië er in de toekomst geen officiële interlands zal spelen. De laatste officiële interland in het Qemal Stafastadion was een WK 2014-kwalificatieduel tegen Zwitserland in oktober 2013. De laatste wedstrijd van Albanië in het stadion was echter in november 2015 tijdens een oefeninterland tegen Georgië. In 2016 werd het stadion afgebroken. Albanië speelde haar thuiswedstrijden na oktober 2013 in de Elbasan Arena (Elbasan) en in het Loro Boriçistadion (Shkodër).
In april 2016 werd het nieuwe stadion, de Arena Kombëtare, ontworpen door architect Marco Casamonti, officieel gepresenteerd door voorzitter Armand Duka en de Albanese premier Edi Rama. De bouw begon in de zomer van 2016 en kostte 85 miljoen euro.
De vier tribunes in het stadion zijn vernoemd naar de Albanese oorlogsheld Qemal Stafa en naar Panajot Pano (Partizan Tirana), Fatmir Frashëri (KF Tirana) en Vasillaq Zëri (Dinamo Tirana): legendes van de drie grootste voetbalclubs uit Tirana.
Aanvankelijk werd het stadion gebouwd zonder veiligheidsnetten voor de tribunes. Echter besloot de Albanese voetbalbond deze preventief te plaatsen na enkele incidenten in het op dat moment relatief nieuwe stadion.

## Finale UEFA Conference League 2022
In het stadion werd op 25 mei 2022 de eerste UEFA Conference League-finale gespeeld tussen AS Roma en Feyenoord (1–0).

## EK onder 21 - 2027
Op 4 februari 2025 maakte de UEFA bekend dat Albanië en Servië het Europees kampioenschap voetbal onder 21 - 2027 zullen organiseren. De Arena Kombëtare kreeg de finale toegewezen.

## Galerij

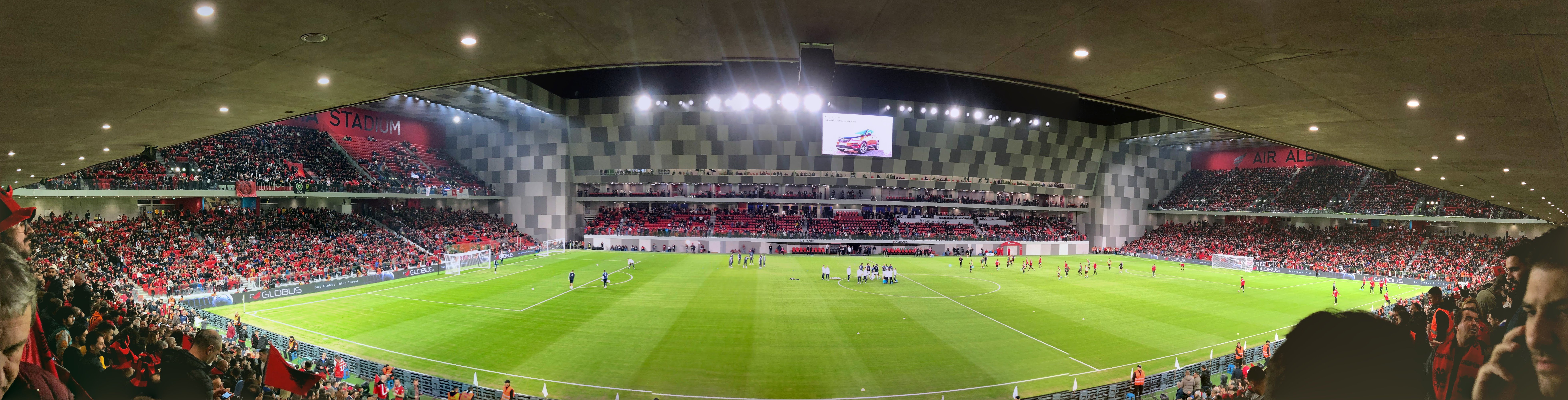
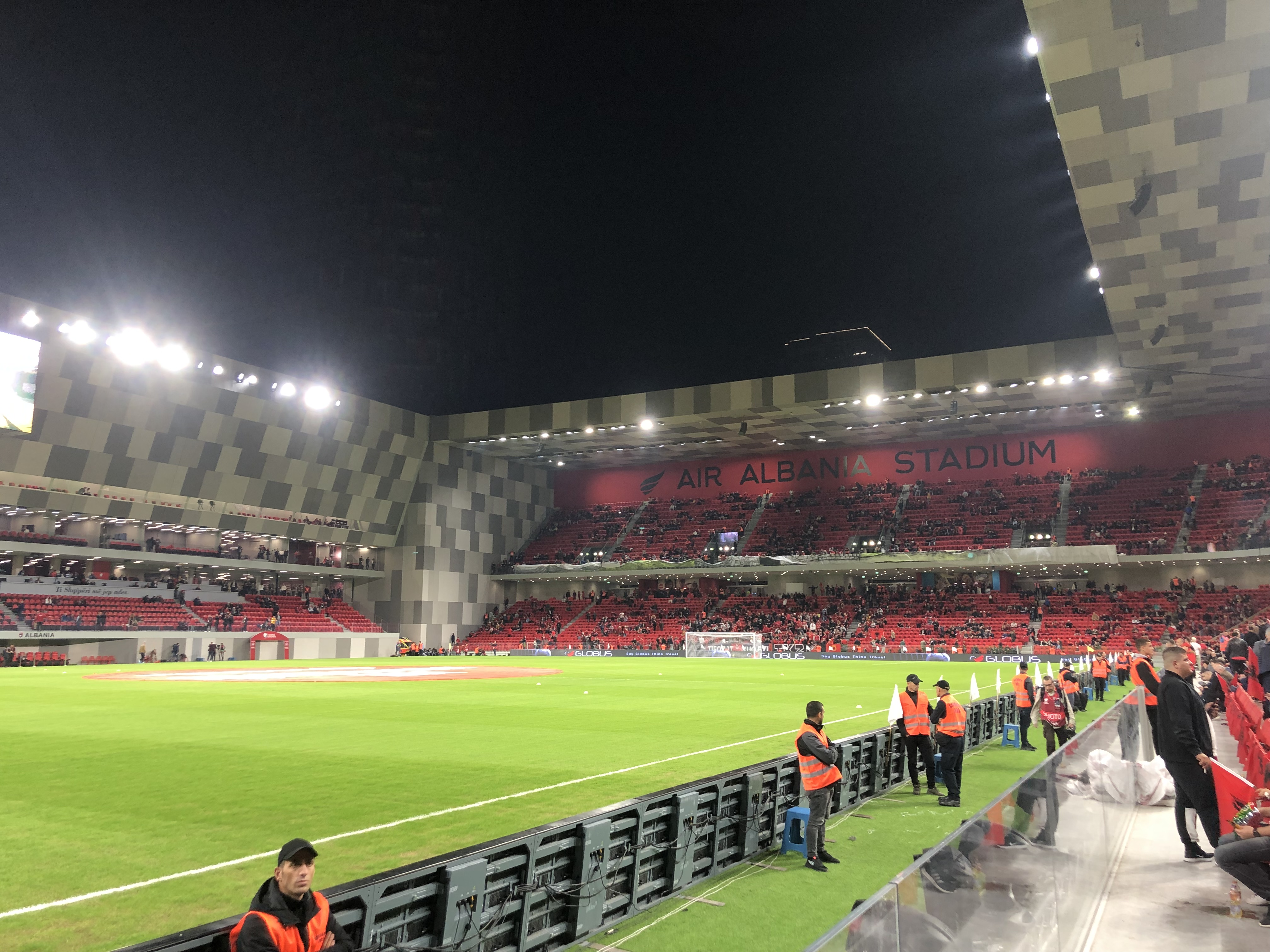
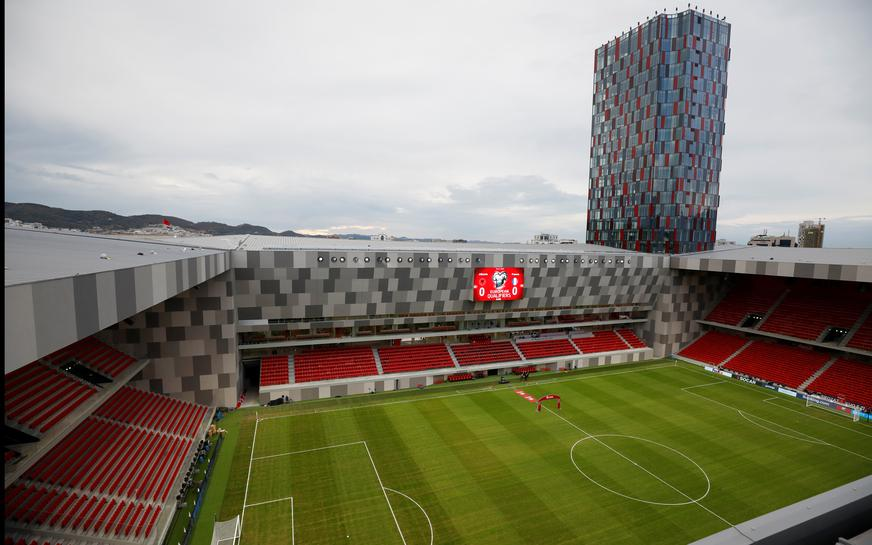
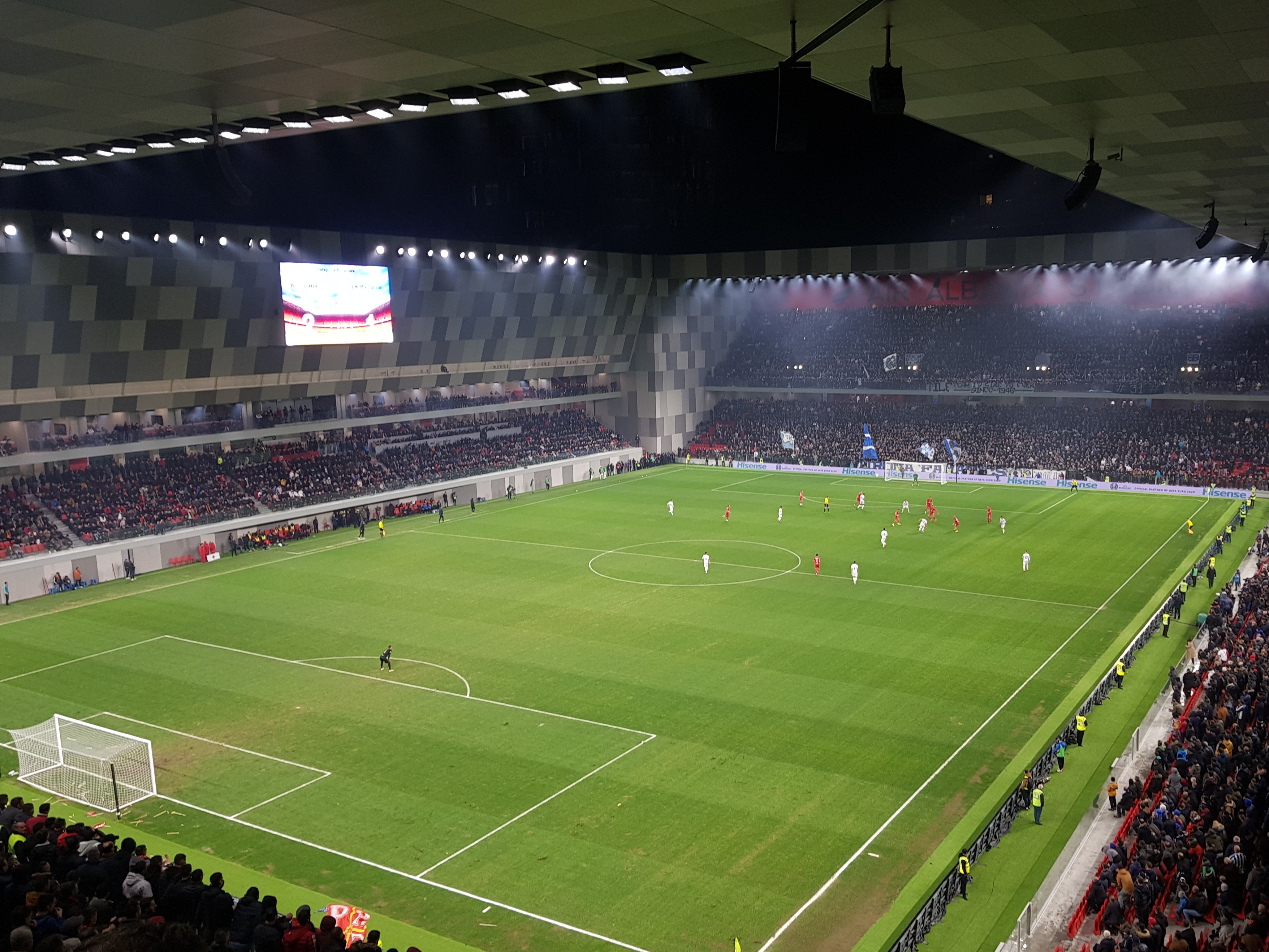
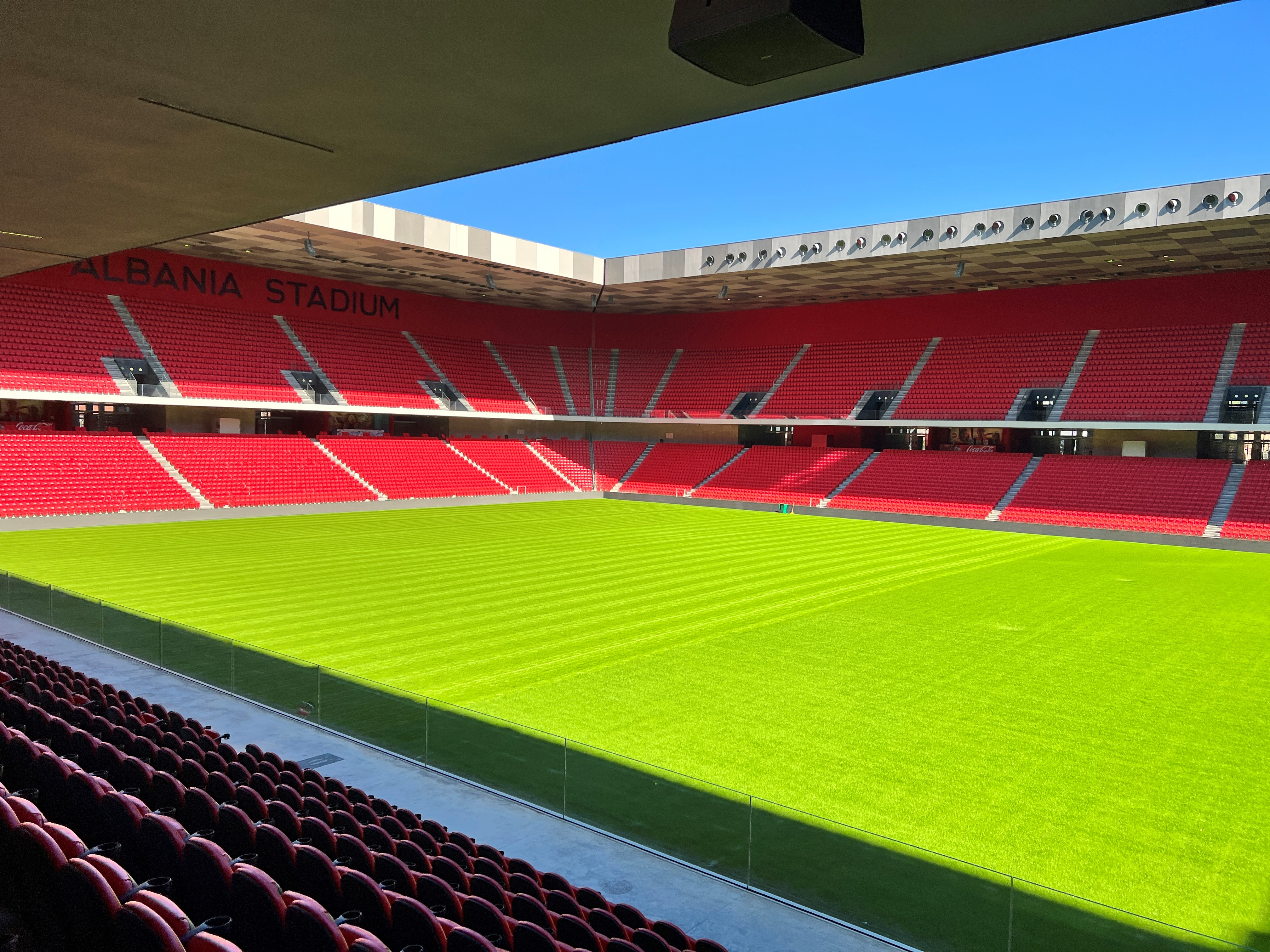
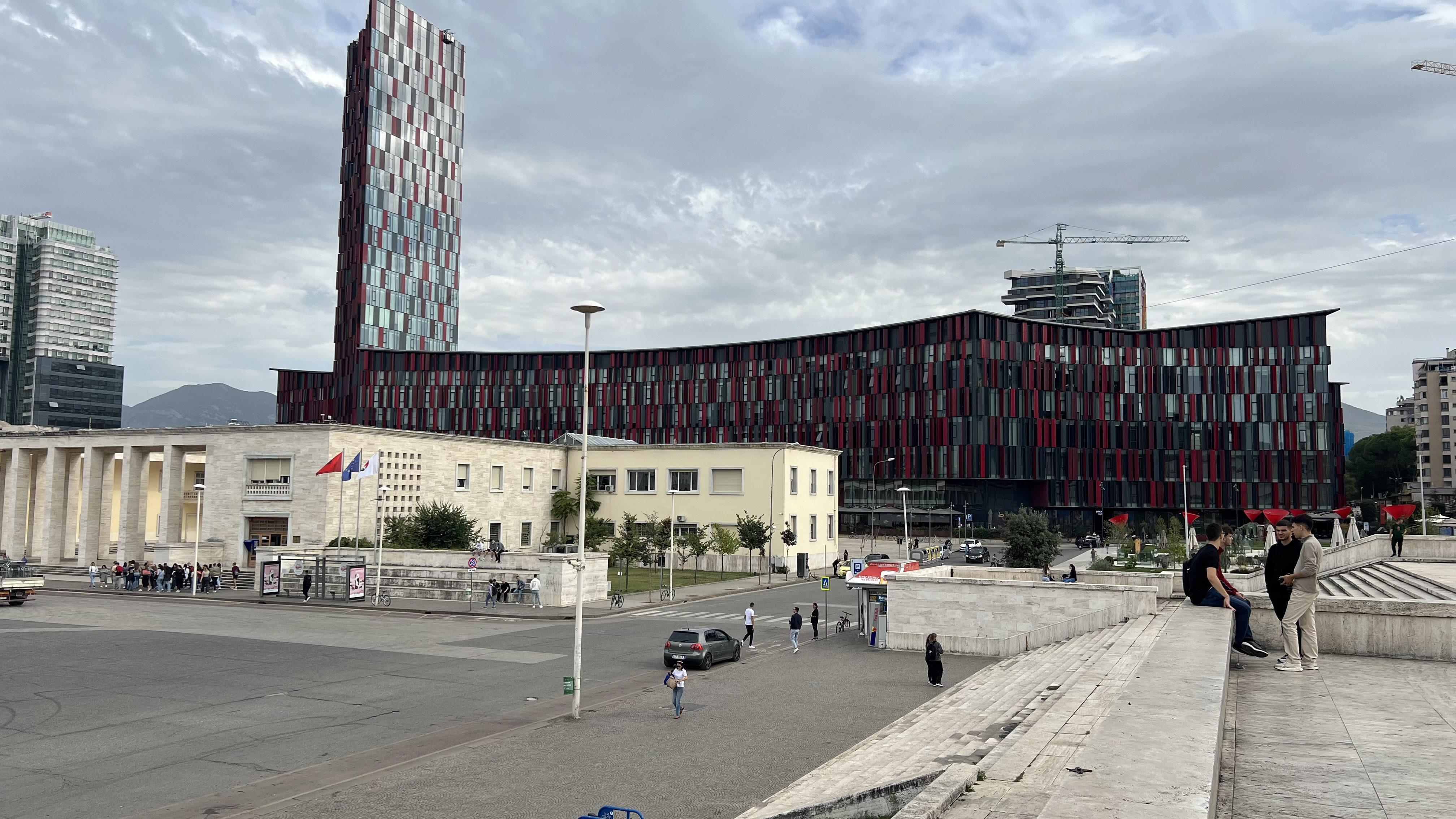

## Interlands
| 1  | 17 november 2019  | Albanië – Frankrijk   | 0 – 2 | Kwalificatie EK 2020        | 19.228                  |
| 2  | 7 september 2020  | Albanië – Litouwen    | 0 – 1 | UEFA Nations League 2020/21 | 0 (COVID-19-pandemie)   |
| 3  | 15 november 2020  | Albanië – Kazachstan  | 3 – 1 | UEFA Nations League 2020/21 | 0 (COVID-19-pandemie)   |
| 4  | 18 november 2020  | Albanië − Wit-Rusland | 3 − 2 | UEFA Nations League 2020/21 | 0 (COVID-19-pandemie)   |
| 5  | 28 maart 2021     | Albanië – Engeland    | 0 – 2 | Kwalificatie WK 2022        | 200 (COVID-19-pandemie) |
| 6  | 12 oktober 2021   | Albanië – Polen       | 0 – 1 | Kwalificatie WK 2022        | 21.000                  |
| 7  | 15 november 2021  | Albanië − Andorra     | 1 – 0 | Kwalificatie WK 2022        | 75 (Straf UEFA)         |
| 8  | 29 maart 2022     | Albanië – Georgië     | 0 – 0 | Vriendschappelijk           |                         |
| 9  | 10 juni 2022      | Albanië – Israël      | 1 – 2 | UEFA Nations League 2022/23 | 18.100                  |
| 10 | 13 juni 2022      | Albanië − Estland     | 0 – 0 | Vriendschappelijk           |                         |
| 11 | 27 september 2022 | Albanië − IJsland     | 1 – 1 | UEFA Nations League 2022/23 | 8.800                   |
| 12 | 16 november 2022  | Albanië − Italië      | 1 – 3 | Vriendschappelijk           | 22.000                  |
| 13 | 19 november 2022  | Albanië − Armenië     | 2 – 0 | Vriendschappelijk           |                         |
| 14 | 17 juni 2023      | Albanië − Moldavië    | 2 – 0 | Kwalificatie EK 2024        | 20.944                  |
| 15 | 10 september 2023 | Albanië − Polen       | 2 – 0 | Kwalificatie EK 2024        | 21.900                  |
| 16 | 12 oktober 2023   | Albanië − Tsjechië    | 3 – 0 | Kwalificatie EK 2024        | 20.917                  |
| 17 | 17 oktober 2023   | Albanië − Bulgarije   | 2 – 0 | Vriendschappelijk           | 17.232                  |
| 18 | 20 november 2023  | Albanië − Faeröer     | 0 – 0 | Kwalificatie EK 2024        | 21.456                  |
| 19 | 10 september 2024 | Albanië – Georgië     | 0 – 1 | UEFA Nations League 2024/25 | 20.400                  |
| 20 | 16 november 2024  | Albanië – Tsjechië    | 0 – 0 | UEFA Nations League 2024/25 | 20.800                  |
| 21 | 19 november 2024  | Albanië – Oekraïne    | 1 – 2 | UEFA Nations League 2024/25 | 20.547                  |
| 22 | 24 maart 2025     | Albanië – Andorra     | 3 - 0 | Kwalificatie WK 2026        | 17.183                  |
| 23 | 7 juni 2025       | Albanië – Servië      | 0 - 0 | Kwalificatie WK 2026        | 20.427                  |